# Blanfordimys
Genre
Blanfordimys est un genre de rongeurs.

## Liste des espèces
Selon Mammal Species of the World (version 3, 2005)  (12 mars 2016) et NCBI (12 mars 2016) :
- Blanfordimys afghanus (Thomas, 1912)
- Blanfordimys bucharicus (Vinogradov, 1930)

Selon ITIS (12 mars 2016) :
- Blanfordimys afghanus (Thomas, 1912)
- Blanfordimys bucharicus (Vinogradov, 1930)
- Blanfordimys juldaschi (Severtzov, 1879)